# Louise Chabot
Pour les articles homonymes, voir Chabot.
Louise Chabot, née en 1955[réf. nécessaire] à Saint-Charles-de-Bellechasse (Québec), est une infirmière, syndicaliste et femme politique québécoise. Elle est présidente de la Centrale des syndicats du Québec (CSQ) de 2012 à 2018.  Le 21 octobre 2019, elle est élue députée fédérale de la circonscription de Thérèse-de-Blainville sous la bannière du Bloc québécois.

## Biographie
Louise Chabot est née à Saint-Charles-de-Bellechasse dans la région de Chaudière-Appalaches. Son père était ouvrier au ministère des Transports et sa mère était femme au foyer et couturière.[réf. nécessaire] Elle obtient un Diplôme d'études collégiales en techniques infirmières du Cégep de Lévis-Lauzon et un baccalauréat en sciences juridiques de l’Université du Québec à Montréal.[réf. nécessaire]
Elle travaille comme infirmière pendant dix ans à l'Hôtel-Dieu de Lévis et dans trois centres hospitaliers de la région de Trois-Rivières (Centre Cloutier-du Rivage, Sainte-Marie et Saint-Joseph de Trois-Rivières).[réf. souhaitée]

### Carrière syndicale
L'implication syndicale de Louise Chabot commence en 1981 alors qu'elle devient déléguée syndicale au Centre hospitalier régional de Trois-Rivières. En 1985 elle devient présidente de son syndicat local, le Syndicat professionnel des infirmières et infirmiers de Trois-Rivières, puis en 1988 elle est présidente fondatrice de l’Union québécoise des infirmières et infirmiers (UQII), affiliée à la CSQ.
À partir de 2000 elle accède au conseil exécutif de la Centrale des syndicats du Québec (CSQ), devenant troisième vice-présidente jusqu'en 2003, puis première vice-présidente. En juin 2012, elle devient présidente de la CSQ, la première présidente qui ne provient pas du milieu de l’enseignement,. 
Pendant son passage à l'exécutif de la CSQ, elle a coordonné un important projet de syndicalisation qui s’est traduit par le regroupement de plus de 15 000 responsables de services de garde en milieu familial, une première dans le monde syndical canadien. Elle est l'une des dirigeantes du Front commun syndical de 2015 qui négocie les conditions de travail de la plupart des employés des secteurs public et parapublic de l'État québécois, et c'est elle qui annonce l'obtention d'une entente en décembre 2015.
Louise Chabot siège de 2004 à 2009 au Conseil de la famille et de l’enfance, un organisme consultatif du gouvernement du Québec. Elle est aussi membre du Comité Entraide, la campagne annuelle des employés du gouvernement québécois pour le financement d'oeuvres de bienfaisance, pour une période de cinq ans, dont trois ans à titre de coprésidente, de 2007 à 2012. Elle siège aussi, à partir de 2009, au Comité consultatif des partenaires de la Commission de l’équité salariale et est membre du Conseil exécutif du Centre international de solidarité ouvrière (CISO).[réf. nécessaire]
Elle termine son mandat de présidente de la CSQ en juin 2018. La CSQ compte au moment de son départ près de 200 000 membres, dont 130 000 dans le secteur de l’éducation et de la petite enfance.

### Carrière politique
Depuis mars 2019, Louise Chabot est vice-présidente du Bureau national du Bloc québécois, ayant comme président Yves Perron. En vue des élections fédérales de 2019, elle échoue dans un premier temps à devenir candidate dans Trois-Rivières, battue de peu par Louise Charbonneau, puis obtient quelques semaines plus tard l'investiture dans Thérèse-de-Blainville. Elle devient députée de cette circonscription, défaisant le député sortant, le libéral Ramez Ayoub.
En novembre 2019, elle est nommée porte-parole de son parti pour l'Emploi et le Développement social. En février 2020, elle est élue vice-présidente du Comité permanent des ressources humaines, du développement des compétences, du développement social et de la condition des personnes handicapées (HUMA).